# Daniel Moore (cầu thủ bóng đá sinh năm 1988)
Daniel Robert Moore (sinh ngày 11 tháng 10 năm 1988 ở Inverness) là một cầu thủ bóng đá người Scotland, hiện tại thi đấu cùng với câu lạc bộ Highland League, Rothes, với vai trò Cầu thủ/Huấn luyện viên.
Anh trước đó thi đấu cho Ross County, Peterhead, Nairn County và Elgin City.